# Gruta das Figueiras
A Gruta das Figueiras localiza-se na freguesia da Almagreira, concelho da Vila do Porto, a sudeste na ilha de Santa Maria, nos Açores.
Esta cavidade apresenta uma geomorfologia de origem vulcânica em forma de gruta de erosão localizada em arriba.